# Sprocketape
 (janvier 2015).
Si vous disposez d'ouvrages ou d'articles de référence ou si vous connaissez des sites web de qualité traitant du thème abordé ici, merci de compléter l'article en donnant les références utiles à sa vérifiabilité et en les liant à la section « Notes et références ».
Le sprocketape est à la fois une machine et un support d'enregistrement de son inventé à l'Office national du film du Canada en 1955 par Chester Beachell. Cette machine s'inscrit dans la suite des tentatives qui sont alors entreprises pour la création d'un système d'enregistrement portatif et fiable qui sera matérialisé par le Nagra (magnétophones).